# 唐克 (奥恩省)
唐克（法語：Tanques，法語發音：[tɑ̃k] ⓘ）是法国奥恩省的一个市镇，属于阿让唐区。

## 地理
唐克（48°41'14"N, 0°4'23"W）面积6.22 平方千米，位于法国诺曼底大区奧恩省，该省份为法国西北部内陆省份，北起顺时针与卡爾瓦多斯省、厄尔省、厄尔-卢瓦省、萨尔特省、马耶讷省和芒什省接壤。
与唐克接壤的市镇（或旧市镇、城区）包括：弗勒雷、弗朗什维尔、阿瓦讷、埃库谢莱瓦莱。

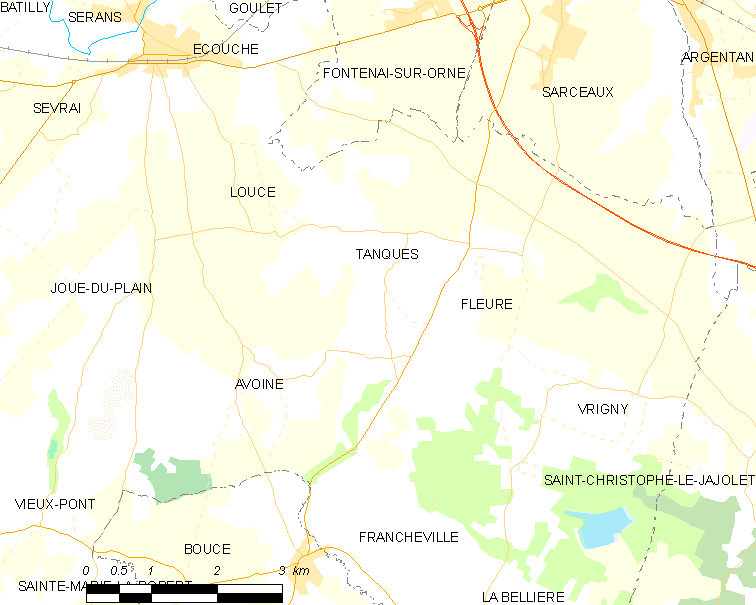
的OSM定位图

唐克的时区为UTC+01:00、UTC+02:00（夏令时）。

## 行政
唐克的邮政编码为61150，INSEE市镇编码为61479。

## 政治
唐克所属的省级选区为马尼勒代塞尔县。

## 人口

1962-2008年间人口变化图示

唐克于2022年1月1日时的人口数量为157人。